# 슛케이엔
슛케이엔(縮景園)은 일본 히로시마현 히로시마시 나카구에 있는 정원이다. 히로시마현이 관리한다.